# Füle
Füle ist eine ungarische Gemeinde im Kreis Székesfehérvár im Komitat Fejér. Zur Gemeinde gehören die Ortsteile Sándorkapuszta und Kölestelek.

## Geografische Lage
Füle liegt gut 20 Kilometer südwestlich der Stadt Székesfehérvár an dem kleinen Fluss Káposzta-ér. Nachbargemeinden sind Polgárdi, Balatonfőkajár, Csajág und Jenő.

## Sehenswürdigkeiten
- Heimatmuseum (Sárréti tájház)
- Mihály-Arató-Grabmal (Dr. Arató Mihály síremléke)
- Reformierte Kirche, erbaut 1843
- Römisch-katholische Kirche Keresztelő Szent János születése
- Sowjetisches Heldendenkmal (Szovjet hősi emlékmű)
- Weltkriegsdenkmal (II. világháborús emlékmű)

## Verkehr
Durch Füle verläuft die Landstraße Nr. 7205. Die Gemeinde ist angebunden an die Eisenbahnstrecke von Székesfehérvár nach Tapolca.